# Vierzehnnothelferkirche Hirschau
Die Vierzehnnothelferkirche ist eine spätgotische Friedhofskapelle im Norden der Stadt Hirschau im Landkreis Amberg-Sulzbach in der Oberpfalz in Bayern, deren Anfänge ins 15. Jahrhundert zurückreichen. Ihre heutige Gestalt dürfte die den Vierzehn Nothelfern gewidmete Kapelle Ende des 17. Jahrhunderts erhalten haben. Sie steht auf einer Anhöhe östlich der Kreisstraße AS 18 nach Ehenfeld.

## Geschichte
Die Anfänge der Vierzehnnothelferkirche reichen ins 15. Jahrhundert zurück, als in Hirschau die Pest wütete. Die erste urkundliche Erwähnung der Kirche stammt aus dem Jahr 1522. Von einer im Freien errichteten Steinkanzel waren 1835 noch Bruchteile vorhanden. 1685 wurde die Vierzehnnothelferkirche als baufällig bezeichnet.
Der Turm wurde 1884 erbaut.
1972 wurden aus der Vierzehnnothelferkirche eine Eustachius-Figur, Engelköpfe mit Blattwerken an den Türen und die an der Kanzel angebrachten Evangelisten sowie der lehrende Heiland entwendet. Bis heute sind diese Elemente nicht wieder aufgetaucht. Deshalb mussten die Figuren ersetzt werden. 1978 wurde die Außenrenovierung der Vierzehnnothelferkirche von der Kirchenmalerfirma Hugo Preis aus Parsberg durchgeführt. Volksaltar und Ambo wurden im Rahmen einer von Stadtpfarrer Edwin Völkl initiierten Renovierung 1984 ebenfalls von der Firma Hugo Preis neu erstellt.

### Wallfahrt
Vor der Reformationszeit bis in das 18. Jahrhundert war das Gotteshaus eine vielbesuchte Wallfahrtskirche. Chroniken bezeugen, dass am Fest Mariä Heimsuchung, dem Patrozinium der Vierzehnnothelferkirche, die Pilger in Scharen strömten. Zum Beispiel schreibt der „Ungelds-, Gegen- und Stadtschreiber“ Johann Jakob Weinzierl an den Amberger Bildhauer Johann Hirschl im Jahr 1711:

„Weillen darinnen ein alter und schlechter Altar dazumal sich befand und gleichwohl sonderliche [besondere] Devotion von den Leuten zu ermelten Heiligen [also den 14 Nothelfern] getragen wird, inmassen jährlich am Fest Unser Frauen Heimsuchung darinnen vollkommener Ablaß zu gewinnen, verschiedene Herren Geistliche proceßionaliter dahin kommen und gemeininglich zu 1200 bis 1300 Communikanten gezählt werden.“

Der letzte Nachweis für eine Wallfahrt stammt aus dem Jahr 1792. Vom Jahr 2001 bis 2015 ließ der Heimat- und Trachtenverein die Tradition wieder aufleben.

## Patrozinium
Wie die Amberger Wallfahrtskirche Maria Hilf feiert das Kirchlein am 2. Juli, dem Fest Mariä Heimsuchung, sein Patrozinium.

## Einrichtung

### Altar
Der von Stadtschreiber Johann Jakob Weinzierl gestiftete und 1710 vom Amberger Künstler Johann Hirschl geschaffene reich mit Akanthusschnitzwerk ausgestattete barocke Hochaltar nimmt die ganze Ostwand ein und ist den Vierzehn Nothelfern gewidmet. Die Vierzehn Nothelfer sind in zwei Siebenergruppen angeordnet. Neben den Vierzehn Nothelfern sind auf dem Altar weitere vier Figuren zu sehen: die Heiligen Maria und Florian und die Pestheiligen Rochus und Sebastian. Die Figuren in den Nischen des Altarraums wurden in den 1980er Jahren angeschafft. Vorher waren die Nischen leer. Die Figur des heiligen Franz von Assisi wurde 1984 angeschafft. Die Figuren von Maria Theresia von Jesus und der heiligen Elisabeth von Thüringen wurden 1988 vom Frauenbund gestiftet.

### Seitenaltäre
Die Seitenaltäre stammen aus der Zeit um 1700. Auf der linken Seite ist die Anbetung der Hirten dargestellt, umrahmt von den heiligen Diakonen Stephanus und Laurentius. Das rechte Altarbild zeigt die Kreuzabnahme. Umrahmt wird dieses Bild vom heiligen Franz Xaver und dem heiligen Ignatius von Loyola.

### Empore
Die Emporenbrüstung zeigt in Ölbildern aus dem 18. Jahrhundert die zwölf Apostel, Christus als Salvator mundi, Maria sowie Paulus.

### Orgel

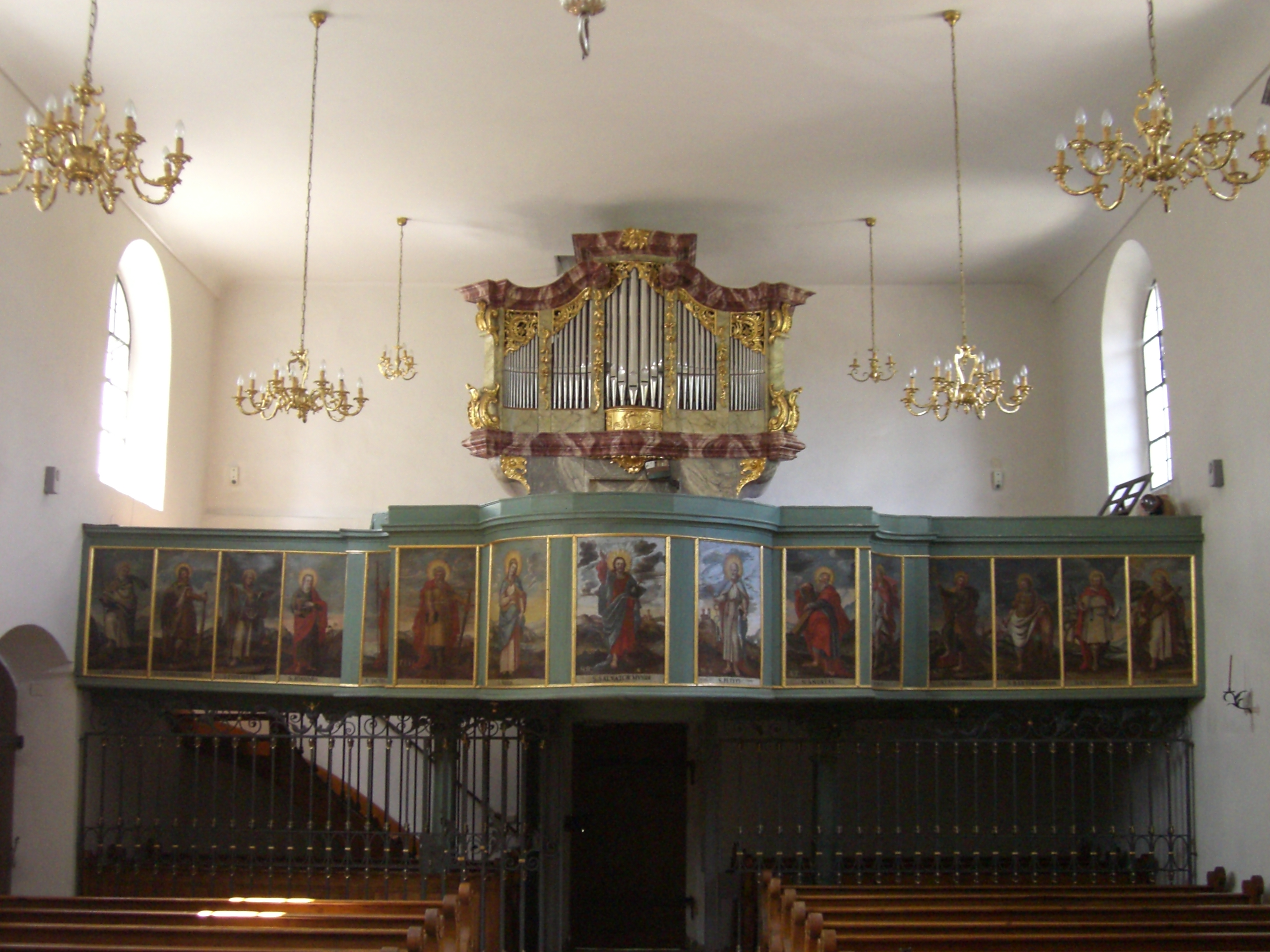
Funtsch-Orgel

Die Orgel aus dem Jahr 1764 stammt von Johann Konrad Funtsch aus Amberg. 1843 war eine Reparatur nötig. 1984 führte Johann Rickert aus Regensburg eine Restaurierung durch. Die Orgel ist eines der sechs erhaltenen Werke von Funtsch. Die Disposition lautet:
| Manual CDEFGA–c3 |       |              |
| Copula           | 8′    |              |
| Viola            | 8′    | (19. Jh.)    |
| Principal        | 4′    | (neu)        |
| Flöte            | 4′    |              |
| Salicet          | 4′    | (teilw. neu) |
| Quinte           | 2 ⁄3′ | (neu)        |
| Octav            | 2′    |              |
| Mixtur III       | 1 ⁄3′ | (neu)        |

| Pedal CDEFGA–a |     |
| Subbaß         | 16′ |
| Octavbaß       | 8′  |

### Gitter
Das Gitter wurde 1984 von Peter Fischer aus Freudenberg neu angefertigt.